# غينادي كيرنس
غينادي كيرنيس سياسي أوكرانيا وعمدة سابق لخاركيف.
ولد في خاركيف في 27 يونيو عام 1959 في عائلة يهودية. خرج من جامعة ياروسلاف الحكيم الوطنية للقانون في خاركيف وجامعة خاركيف kkالوطنية الاقتصادية. من 11 أبريل إلى 28 مايو 2002 وأيضا من 26 مارس 2006 إلى 24 نوفمبر 2010، سكرتير لمجلس خاركيف البلدي. من 18 مارس 2010، كان عمدةً خاركيف حتى مات من كوفيد-19 في 17 ديسمبر 2020. خلال الميدان الأوروبي، أولا شارك في وفد القوات السياسية الموالية لروسيا، لكنه ثم لم يدعم الأنشطة الانفصالية في خاركيف وبقى على الخدمة الأوكرانية. 28 أبريل 2014، ضُرِبَ برصاصة 7.62mm لكنه نجا من محاولة الاغتيال.